# Снежана Ђуришић (албум)
Снежана Ђуришић је назив компилације певачице Снежане Ђуришић из 1990. године. Објављена је у издању ПГП РТБ и садржи деветнаест песама: свих осам песама са албума Учинићу све и хитове са ранијих албума.

## Песме
| Редни бр. | Песма                     |
| --------- | ------------------------- |
| 1.        | Учинићу све               |
| 2.        | Исплачи се                |
| 3.        | Пукло би срце             |
| 4.        | Пољуби ме                 |
| 5.        | Ударио тук на лук         |
| 6.        | Кише                      |
| 7.        | Тебе нема, мило моје      |
| 8.        | Остаде ми песма           |
| 9.        | Помоли се за моју срећу   |
| 10.       | Причај ми, причај         |
| 11.       | Ноћ се спрема             |
| 12.       | Имена ми мог              |
| 13.       | Још у мени живиш          |
| 14.       | Мала соба три са три      |
| 15.       | Нема ћара од бећара       |
| 16.       | Одакле си, селе           |
| 17.       | Изненади ме               |
| 18.       | Све што радим, теби прија |
| 19.       | Лако си ме преболео       |